# (1934) Jeffers
(1934) Jeffers (1972 XB) – planetoida z pasa głównego asteroid okrążająca Słońce w ciągu 3,7 lat w średniej odległości 2,39 j.a. Odkryta 2 grudnia 1972 roku.